# Laura Toivanen
Pour les articles homonymes, voir Toivanen.
Laura Toivanen, née le 21 juillet 1988 à Joensuu, est une biathlète Finlandaise. Elle a notamment participé aux championnats du monde de biathlon en 2011, 2016, 2017 et 2019 ainsi qu'aux Jeux olympiques d'hiver de 2018.

## Biographie
Elle est licenciée au club de Kontiolahti.
Son frère Ahti est également biathlète de haut niveau.
Dans le biathlon, elle fait ses débuts internationaux en 2007 dans la Coupe d'Europe junior. En décembre 2009, elle prend le départ de sa première course dans la Coupe du monde à Hochfilzen. En 2011, elle est sélectionnée pour les Championnats du monde de Khanty-Mansiïsk, où elle est 48e de l'individuel.
En 2018, après avoir marqué ses premiers et seuls points en Coupe du monde au sprint d'Anterselva avec une 33e place, elle prend part aux Jeux olympiques à Pyeongchang, où elle est notamment sixième au relais mixte.
Elle prend sa retraite sportive en 2019.

## Palmarès

### Jeux olympiques d'hiver
| Épreuve / Édition                | Individuel | Sprint | Poursuite | Départ en masse | Relais | Relais mixte |
| Jeux olympiques 2018 Pyeongchang | 49e        | 77e    | —         | —               | 15e    | 6e           |

- — : N'a pas participé à l'épreuve.

### Championnats du monde
| Épreuve / Édition             | Individuel | Sprint | Poursuite | Mass start | Relais | Relais mixte | Relais mixte simple              |
| Mondiaux 2011 Khanty-Mansiïsk | 49e        | —      | —         | —          | 10e    | —            | Épreuve inexistante à cette date |
| Mondiaux 2016 Holmenkollen    | 71e        | —      | —         | —          | 17e    | —            | Épreuve inexistante à cette date |
| Mondiaux 2017 Hochfilzen      | —          | 90e    | —         | —          | 15e    | —            | Épreuve inexistante à cette date |
| Mondiaux 2019 Östersund       | 78e        | 63e    | —         | —          | 22e    | —            | —                                |

Légende :
- — : N'a pas participé à l'épreuve.
- : pas d'épreuve

### Coupe du monde
Dernière mise à jour le 21 mars 2019

#### Classements
| Année     | Classement général final | Sprint | Poursuite | Individuel | Mass start |
| 2017-2018 | 90e                      | 79e    | -         | -          | -          |